# Huitième circonscription du Rhône
La huitième circonscription du Rhône est l'une des quatorze circonscriptions législatives françaises que compte le département du Rhône (69D) et la métropole de Lyon (69M), situés en région Auvergne-Rhône-Alpes. 
Elle est représentée dans la XVIIe législature par Jonathan Géry, appartenant au groupe Rassemblement national.

## Description géographique et démographique

### De 1958 à 1986
Le département avait dix circonscriptions. En 1973, trois nouvelles ont été ajoutées.
La huitième circonscription du Rhône était composée de :
- canton de L'Arbresle
- canton de Condrieu
- canton de Givors
- canton de Mornant
- canton de Saint-Symphorien-sur-Coise
- canton de Vaugneray (moins commune de Tassin-la-Demi-Lune).

Source : Journal Officiel du 14-15 Octobre 1958.

### Depuis 1988
La huitième circonscription du Rhône avait été délimitée par le découpage électoral de la loi no 86-1197 du 24 novembre 1986. Elle regroupait les divisions administratives suivantes : 
- Canton d'Amplepuis
- Canton de l'Arbresle
- Canton du Bois-d'Oingt
- Canton de Lamure-sur-Azergues
- Limonest (moins les communes de Champagne-au-Mont-d'Or, Collonges-au-Mont-d'Or, Dardilly, Écully, Saint-Cyr-au-Mont-d'Or et Saint-Didier-au-Mont-d'Or)
- Canton de Tarare
- Canton de Thizy.

Après la modification de la loi par l'ordonnance no 2009-935 du 29 juillet 2009, la huitième circonscription est alors composée des sept cantons suivants : 
- Canton d'Amplepuis
- Canton de l'Arbresle
- Canton du Bois-d'Oingt
- Canton d'Écully
- Canton de Lamure-sur-Azergues
- Canton de Tarare
- Canton de Thizy[3].

Depuis 2015, l'essentiel de la circonscription est situé dans le département du Rhône, cependant que quatre communes, Champagne-au-Mont-d'Or, Dardilly, Écully et La Tour-de-Salvagny font partie de la métropole de Lyon.

## Historique des députations
| Législature | Début de mandat  | Fin de mandat     | Député           | Parti politique | Observations |
| ----------- | ---------------- | ----------------- | ---------------- | --------------- | --- |
| IXe         | 23 juin 1988     | 1er avril 1993    | Alain Mayoud     | UDF             | |
| Xe          | 2 avril 1993     | 24 septembre 1995 | Michel Mercier   | UDF             | Élu sénateur, il démissionne le 24 septembre 1995. Le socialiste Maurice Depaix lui succède à la suite de l'organisation d'une élection partielle. Mandat écourté à la suite d'une dissolution parlementaire décidée par Jacques Chirac. |
| Xe          | 10 décembre 1995 | 21 avril 1997     | Maurice Depaix   | PS              | Élu sénateur, il démissionne le 24 septembre 1995. Le socialiste Maurice Depaix lui succède à la suite de l'organisation d'une élection partielle. Mandat écourté à la suite d'une dissolution parlementaire décidée par Jacques Chirac. |
| XIe         | 12 juin 1997     | 18 juin 2002      | Robert Lamy      | RPR             | |
| XIIe        | 19 juin 2002     | 19 juin 2007      | Robert Lamy      | UMP             | |
| XIIIe       | 20 juin 2007     | 19 juin 2012      | Patrice Verchère | UMP             | |
| XIVe        | 20 juin 2012     | 20 juin 2017      | Patrice Verchère | UMP puis LR     | |
| XVe         | 21 juin 2017     | 18 juin 2020      | Patrice Verchère | LR              | Élu maire de Cours, il démissionne le 18 juin 2020. Sa suppléante Nathalie Serre lui succède. |
| XVe         | 18 juin 2020     | 21 juin 2022      | Nathalie Serre   | LR              | Élu maire de Cours, il démissionne le 18 juin 2020. Sa suppléante Nathalie Serre lui succède. |

## Historique des élections

### Élections de 1958
|                | Joseph Charvet élu | CNIP           | 21 865 | 50,86  |  |  |  |
|                | Camille Vallin     | PCF            | 8 275  | 19,25  |  |  |  |
|                | Bernard Lataste    | Extrême droite | 6 813  | 15,85  |  |  |  |
|                | Marius Jeampierre  | Radsoc (SFIO)  | 4 168  | 9,7    |  |  |  |
|                | Georges Fourneret  | Modérés        | 1 866  | 4,34   |  |  |  |
|                |                    |                |        |        |  |  |  |
| Inscrits       | Inscrits           | Inscrits       | 55 245 | 100,00 |  |  |  |
| Abstentions    | Abstentions        | Abstentions    | 11 366 | 20,57  |  |  |  |
| Votants        | Votants            | Votants        | 43 879 | 79,43  |  |  |  |
| Blancs et nuls | Blancs et nuls     | Blancs et nuls | 892    | 2,03   |  |  |  |
| Exprimés       | Exprimés           | Exprimés       | 42 987 | 97,97  |  |  |  |

Le suppléant de Joseph Charvet était Jean-Marie Merle, maire de Saint-Maurice-sur-Dargoire.

### Élections de 1962
| Candidat       | Candidat                     | Parti          | Premier tour | Premier tour | Second tour | Second tour |  |
| Candidat       | Candidat                     | Parti          | Voix         | %            | Voix        | %           |  |
| -------------- | ---------------------------- | -------------- | ------------ | ------------ | ----------- | ----------- |  |
|                | Joseph Charvet sortant réélu | CNIP           | 13 182       | 35,2         | 16 395      | 43,03       |  |
|                | Paul Vallon                  | PCF            | 9 250        | 24,7         | 10 334      | 27,13       |  |
|                | Paul Chenevat                | UNR-UDT        | 9 223        | 24,63        | 11 368      | 29,84       |  |
|                | Charles Bugnet               | MRP            | 3 942        | 10,53        | Retrait     | Retrait     |  |
|                | Bernard Lataste              | Extrême droite | 1 852        | 4,95         |             |             |  |
|                |                              |                |              |              |             |             |  |
| Inscrits       | Inscrits                     | Inscrits       | 55 953       | 100,00       | 55 943      | 100,00      |  |
| Abstentions    | Abstentions                  | Abstentions    | 17 127       | 30,61        | 16 760      | 29,96       |  |
| Votants        | Votants                      | Votants        | 38 826       | 69,39        | 39 183      | 70,04       |  |
| Blancs et nuls | Blancs et nuls               | Blancs et nuls | 1 377        | 3,55         | 1 086       | 2,77        |  |
| Exprimés       | Exprimés                     | Exprimés       | 37 449       | 96,45        | 38 097      | 97,23       |  |

Le suppléant de Joseph Charvet était Noël Delorme, géomètre expert, Premier adjoint au maire de Mornant.

### Élections de 1967
| Candidat       | Candidat           | Parti          | Premier tour | Premier tour | Second tour | Second tour |  |
| Candidat       | Candidat           | Parti          | Voix         | %            | Voix        | %           |  |
| -------------- | ------------------ | -------------- | ------------ | ------------ | ----------- | ----------- |  |
|                | Pierre Morison élu | RI             | 14 944       | 32,21        | 20 117      | 43,35       |  |
|                | Jean Palluy        | CD (PDM)       | 12 177       | 26,25        | 11 502      | 24,79       |  |
|                | Maurice Paviot     | PCF            | 9 422        | 20,31        | 14 782      | 31,86       |  |
|                | Jean-Joseph Ragot  | FGDS (Radical) | 7 210        | 15,54        | Retrait     | Retrait     |  |
|                | Bernard Lataste    | Extrême droite | 2 644        | 5,7          |             |             |  |
|                |                    |                |              |              |             |             |  |
| Inscrits       | Inscrits           | Inscrits       | 58 241       | 100,00       | 58 240      | 100,00      |  |
| Abstentions    | Abstentions        | Abstentions    | 10 526       | 18,07        | 10 725      | 18,42       |  |
| Votants        | Votants            | Votants        | 47 715       | 81,93        | 47 515      | 81,58       |  |
| Blancs et nuls | Blancs et nuls     | Blancs et nuls | 1 318        | 2,76         | 1 114       | 2,34        |  |
| Exprimés       | Exprimés           | Exprimés       | 46 397       | 97,24        | 46 401      | 97,66       |  |

Le suppléant de Pierre Morison était Alain Bernard, cadre commercial.

### Élections de 1968
| Candidat       | Candidat                     | Parti          | Premier tour | Premier tour | Second tour | Second tour |  |
| Candidat       | Candidat                     | Parti          | Voix         | %            | Voix        | %           |  |
| -------------- | ---------------------------- | -------------- | ------------ | ------------ | ----------- | ----------- |  |
|                | Pierre Morison sortant réélu | RI (URP)       | 19 576       | 41,38        | 28 936      | 66,82       |  |
|                | Alfred Gérin                 | CD (PDM)       | 9 796        | 20,71        | Retrait     | Retrait     |  |
|                | Camille Vallin               | PCF            | 9 689        | 20,48        | 14 371      | 33,18       |  |
|                | Jean-Joseph Ragot            | FGDS (Radical) | 4 540        | 9,6          |             |             |  |
|                | Élie Depardon                | PSU            | 1 855        | 3,92         |             |             |  |
|                | Bernard Lataste              | Extrême droite | 1 851        | 3,91         |             |             |  |
|                |                              |                |              |              |             |             |  |
| Inscrits       | Inscrits                     | Inscrits       | 58 814       | 100,00       | 58 215      | 100,00      |  |
| Abstentions    | Abstentions                  | Abstentions    | 10 870       | 18,48        | 12 701      | 21,82       |  |
| Votants        | Votants                      | Votants        | 47 944       | 81,52        | 45 514      | 78,18       |  |
| Blancs et nuls | Blancs et nuls               | Blancs et nuls | 637          | 1,33         | 2 207       | 4,85        |  |
| Exprimés       | Exprimés                     | Exprimés       | 47 307       | 98,67        | 43 307      | 95,15       |  |

Le suppléant de Pierre Morison était  Baptiste Charmy, agriculteur, adjoint au maire de Saint-Romain-en-Gier.

### Élections de 1973
| Candidat       | Candidat           | Parti          | Premier tour | Premier tour | Second tour | Second tour |  |
| Candidat       | Candidat           | Parti          | Voix         | %            | Voix        | %           |  |
| -------------- | ------------------ | -------------- | ------------ | ------------ | ----------- | ----------- |  |
|                | Emmanuel Hamel élu | RI (URP)       | 12 373       | 24,75        | 24 846      | 49,15       |  |
|                | Camille Vallin     | PCF            | 11 586       | 23,18        | 18 286      | 36,18       |  |
|                | Jean Palluy        | Divers droite  | 7 371        | 14,75        | Retrait     | Retrait     |  |
|                | Jean-Joseph Ragot  | Rad (MR)       | 7 312        | 14,63        | 7 415       | 14,67       |  |
|                | Joannès Eydan      | PS (UGSD)      | 5 188        | 10,38        |             |             |  |
|                | Alfred Gérin       | CDP            | 4 484        | 8,97         |             |             |  |
|                | Jean-Jacques Dehan | PSU            | 1 674        | 3,35         |             |             |  |
|                |                    |                |              |              |             |             |  |
| Inscrits       | Inscrits           | Inscrits       | 61 415       | 100,00       | 61 410      | 100,00      |  |
| Abstentions    | Abstentions        | Abstentions    | 10 552       | 17,18        | 9 789       | 15,94       |  |
| Votants        | Votants            | Votants        | 50 863       | 82,82        | 51 621      | 84,06       |  |
| Blancs et nuls | Blancs et nuls     | Blancs et nuls | 875          | 1,72         | 1 074       | 2,08        |  |
| Exprimés       | Exprimés           | Exprimés       | 49 988       | 98,28        | 50 547      | 97,92       |  |

Le suppléant d'Emmanuel Hamel était Georges Cumin, agent technique, maire de Tupin-et-Semons.

### Élections de 1978
|                | Emmanuel Hamel sortant réélu | UDF (PR)       | 32 038 | 50,92  |  |  |  |
|                | Camille Vallin               | PCF            | 13 832 | 21,98  |  |  |  |
|                | Joannès Eydan                | PS             | 9 108  | 14,48  |  |  |  |
|                | Richard Caterini             | Écologie 78    | 2 894  | 4,6    |  |  |  |
|                | Jean-Joseph Ragot            | MRG            | 1 396  | 2,22   |  |  |  |
|                | Daniel Vaugé                 | PSD            | 1 299  | 2,06   |  |  |  |
|                | François Bollon              | PSU (FA)       | 1 016  | 1,61   |  |  |  |
|                | Claude Clorec                | LO             | 767    | 1,2    |  |  |  |
|                | Robert Guichon               | Divers         | 399    | 0,63   |  |  |  |
|                | Daniel Martin                | Extrême gauche | 180    | 0,29   |  |  |  |
|                |                              |                |        |        |  |  |  |
| Inscrits       | Inscrits                     | Inscrits       | 75 311 | 100,00 |  |  |  |
| Abstentions    | Abstentions                  | Abstentions    | 11 314 | 15,02  |  |  |  |
| Votants        | Votants                      | Votants        | 63 997 | 84,98  |  |  |  |
| Blancs et nuls | Blancs et nuls               | Blancs et nuls | 1 068  | 1,67   |  |  |  |
| Exprimés       | Exprimés                     | Exprimés       | 62 929 | 98,33  |  |  |  |

Le suppléant d'Emmanuel Hamel était Georges Cumin.

### Élections de 1981
|                | Emmanuel Hamel sortant réélu | UDF (PR)       | 31 374 | 52,99  |  |  |  |
|                | Gabriel Montcharmont         | PS             | 16 938 | 28,61  |  |  |  |
|                | Camille Vallin               | PCF            | 8 787  | 14,84  |  |  |  |
|                | Jean-Loup Fleuret            | MÉP            | 2 109  | 3,56   |  |  |  |
|                |                              |                |        |        |  |  |  |
| Inscrits       | Inscrits                     | Inscrits       | 80 956 | 100,00 |  |  |  |
| Abstentions    | Abstentions                  | Abstentions    | 21 309 | 26,32  |  |  |  |
| Votants        | Votants                      | Votants        | 59 647 | 73,68  |  |  |  |
| Blancs et nuls | Blancs et nuls               | Blancs et nuls | 439    | 0,74   |  |  |  |
| Exprimés       | Exprimés                     | Exprimés       | 59 208 | 99,26  |  |  |  |

Le suppléant d'Emmanuel Hamel était Albert Rollet, responsable du service formation de la Chambre d'Agriculture, conseiller régional, conseiller général du canton de L'Arbresle, maire de Savigny.

### Élections de 1988
|                | Alain Mayoud sortant réélu | UDF (PR) (URC) | 25 044 | 57,09  |  |  |  |
|                | Christian Gunther          | PS             | 12 840 | 29,27  |  |  |  |
|                | Albert Rosset              | FN             | 3 807  | 8,68   |  |  |  |
|                | Henri Papot                | PCF            | 2 173  | 4,95   |  |  |  |
|                |                            |                |        |        |  |  |  |
| Inscrits       | Inscrits                   | Inscrits       | 66 895 | 100,00 |  |  |  |
| Abstentions    | Abstentions                | Abstentions    | 22 304 | 33,34  |  |  |  |
| Votants        | Votants                    | Votants        | 44 591 | 66,66  |  |  |  |
| Blancs et nuls | Blancs et nuls             | Blancs et nuls | 727    | 1,63   |  |  |  |
| Exprimés       | Exprimés                   | Exprimés       | 43 864 | 98,37  |  |  |  |

Le suppléant d'Alain Mayoud était Alain Auplat, Radical, maire d'Amplepuis.

### Élections de 1993
|                | Alain Mayoud sortant réélu | UDF (PR)       | 26 057 | 56,13  |  |  |  |
|                | Pascal Rousset             | FN             | 6 100  | 13,14  |  |  |  |
|                | Yvon Olivier               | PS (ADFP)      | 5 034  | 10,84  |  |  |  |
|                | Marc Jedliczka             | Les Verts (EÉ) | 3 671  | 7,91   |  |  |  |
|                | Bernard Bondon             | PCF            | 1 941  | 4,18   |  |  |  |
|                | Catherine Duvannes         | LT-LNÉ         | 1 563  | 3,37   |  |  |  |
|                | Georges Ronzier            | Divers droite  | 1 102  | 2,37   |  |  |  |
|                | Janine Laloy               | LO             | 956    | 2,06   |  |  |  |
|                |                            |                |        |        |  |  |  |
| Inscrits       | Inscrits                   | Inscrits       | 69 894 | 100,00 |  |  |  |
| Abstentions    | Abstentions                | Abstentions    | 20 975 | 30,01  |  |  |  |
| Votants        | Votants                    | Votants        | 48 919 | 69,99  |  |  |  |
| Blancs et nuls | Blancs et nuls             | Blancs et nuls | 2 495  | 5,1    |  |  |  |
| Exprimés       | Exprimés                   | Exprimés       | 46 424 | 94,9   |  |  |  |

Au décès d'Alain Mayoud, son suppléant Michel Mercier, enseignant et conseiller général du canton de Thizy, le remplace du 24 mai 1993 au 24 septembre 1995.

### Élection partielle de 1995
Une élection législative partielle est organisée les 3 et 10 décembre 1995 à la suite de la démission de Michel Mercier (UDF), ce dernier ayant été élu sénateur le 24 septembre 1995, conformément aux règles sur le non cumul des mandats.
| Candidat          | Candidat                | Parti          | Premier tour | Premier tour | Second tour | Second tour |  |
| Candidat          | Candidat                | Parti          | Voix         | %            | Voix        | %           |  |
| ----------------- | ----------------------- | -------------- | ------------ | ------------ | ----------- | ----------- |  |
|                   | Maurice Depaix élu      | app. PS        | 8 822        | 32,54        | 14 384      | 51,47       |  |
|                   | Maurice Pouilly         | UDF (PR)       | 8 237        | 30,38        | 13 565      | 48,53       |  |
|                   | Maurice Lièvre          | FN             | 4 021        | 14,83        |             |             |  |
|                   | Jean-Michel Lacondemine | UDF (Rad)      | 2 247        | 8,29         |             |             |  |
|                   | Jean Lafontaine         | MPF            | 1 275        | 4,7          |             |             |  |
|                   | Bernard Bondon          | PCF            | 1 206        | 4,45         |             |             |  |
|                   | Jean-Claude Hirsch      | Les Verts      | 758          | 2,8          |             |             |  |
|                   | Didier Guthmann         | LO             | 543          | 2            |             |             |  |
|                   |                         |                |              |              |             |             |  |
| Inscrits          | Inscrits                | Inscrits       | 71 275       | 100,00       | 71 274      | 100,00      |  |
| Abstentions       | Abstentions             | Abstentions    | 43 197       | 60,61        | 41 871      | 58,75       |  |
| Votants           | Votants                 | Votants        | 28 078       | 39,39        | 29 403      | 41,25       |  |
| Blancs et nuls    | Blancs et nuls          | Blancs et nuls | 969          | 3,45         | 1 454       | 4,95        |  |
| Exprimés          | Exprimés                | Exprimés       | 27 109       | 96,55        | 27 949      | 95,05       |  |
| Source : Le Monde |                         |                |              |              |             |             |  |

### Élections de 1997
| Candidat       | Candidat               | Parti          | Premier tour | Premier tour | Second tour | Second tour |  |
| Candidat       | Candidat               | Parti          | Voix         | %            | Voix        | %           |  |
| -------------- | ---------------------- | -------------- | ------------ | ------------ | ----------- | ----------- |  |
|                | Robert Lamy élu        | RPR            | 15 452       | 33,04        | 26 321      | 53,99       |  |
|                | Maurice Depaix sortant | PS             | 14 127       | 30,21        | 22 433      | 46,01       |  |
|                | Maurice Lièvre         | FN             | 8 107        | 17,34        |             |             |  |
|                | Antoine Duperray       | LDI (MPF)      | 2 245        | 4,8          |             |             |  |
|                | Bernard Bondon         | PCF            | 1 889        | 4,04         |             |             |  |
|                | Marc Jedliczka         | Les Verts      | 1 323        | 2,83         |             |             |  |
|                | Janine Laloy           | LO             | 1 180        | 2,52         |             |             |  |
|                | Stéphane Constatin     | GÉ             | 734          | 1,57         |             |             |  |
|                | Dominique Simon        | Divers         | 727          | 1,55         |             |             |  |
|                | Marie-Louise Ledda     | LT-LNÉ         | 498          | 1,06         |             |             |  |
|                | Murielle Fert          | AREV           | 480          | 1,03         |             |             |  |
|                |                        |                |              |              |             |             |  |
| Inscrits       | Inscrits               | Inscrits       | 71 102       | 100,00       | 71 102      | 100,00      |  |
| Abstentions    | Abstentions            | Abstentions    | 21 998       | 30,94        | 19 534      | 27,47       |  |
| Votants        | Votants                | Votants        | 49 104       | 69,06        | 51 568      | 72,53       |  |
| Blancs et nuls | Blancs et nuls         | Blancs et nuls | 2 342        | 4,77         | 2 814       | 5,46        |  |
| Exprimés       | Exprimés               | Exprimés       | 46 762       | 95,23        | 48 754      | 94,54       |  |

Le suppléant de Robert Lamy était Jean-Claude Lafforgue, dirigeant d'une fédération d'aide à domicile, d'Éveux.

### Élections de 2002
|                | Robert Lamy sortant réélu | UMP            | 27 743 | 55,79  |  |  |  |
|                | Yvon Olivier              | PS             | 10 177 | 20,46  |  |  |  |
|                | Marie Veyret              | FN             | 6 358  | 12,78  |  |  |  |
|                | Johanne Ruyssen           | Les Verts      | 1 232  | 2,48   |  |  |  |
|                | Andrée Giroudon-Zelez     | PCF            | 860    | 1,73   |  |  |  |
|                | Dominique Laffont         | LCR            | 601    | 1,21   |  |  |  |
|                | Emmanuel Grarre           | CPNT           | 514    | 1,03   |  |  |  |
|                | Jean-Louis Séguret        | MNR            | 463    | 0,93   |  |  |  |
|                | Janine Laloy              | LO             | 391    | 0,79   |  |  |  |
|                | Marc Demaria              | LT-LNÉ         | 328    | 0,66   |  |  |  |
|                | Denis Drapier             | RCF            | 278    | 0,56   |  |  |  |
|                | François Ricanet          | MÉI            | 227    | 0,46   |  |  |  |
|                | Marie-Anne Salazar        | MHAN           | 227    | 0,46   |  |  |  |
|                | Marie-Olivia Périer       | GÉ             | 167    | 0,34   |  |  |  |
|                | Joëlle Martinez-Beyron    | Divers         | 121    | 0,24   |  |  |  |
|                | Gilles Murat              | Divers         | 44     | 0,09   |  |  |  |
|                | Patrick Cervantes         | Divers         | 0      | 0      |  |  |  |
|                |                           |                |        |        |  |  |  |
| Inscrits       | Inscrits                  | Inscrits       | 76 476 | 100,00 |  |  |  |
| Abstentions    | Abstentions               | Abstentions    | 25 868 | 33,82  |  |  |  |
| Votants        | Votants                   | Votants        | 50 608 | 66,18  |  |  |  |
| Blancs et nuls | Blancs et nuls            | Blancs et nuls | 877    | 1,73   |  |  |  |
| Exprimés       | Exprimés                  | Exprimés       | 49 731 | 98,27  |  |  |  |

Le suppléant de Robert Lamy était Jean-Pierre Guillot, Vice-Président de la Communauté de communes du Pays de L'Arbresle.

### Élections de 2007
|                | Patrice Verchère élu    | UMP            | 26 879 | 53,43  |  |  |  |
|                | Sheila McCarron         | PS             | 8 982  | 17,85  |  |  |  |
|                | Jean-Pierre Guillot     | UDF–MoDem      | 4 855  | 9,65   |  |  |  |
|                | Geoffroy Daquin         | FN             | 2 495  | 4,96   |  |  |  |
|                | Véronique Toutant       | Les Verts      | 1 779  | 3,54   |  |  |  |
|                | Paul Brichler           | LCR            | 1 125  | 2,24   |  |  |  |
|                | Andrée Giroudon-Zelez   | PCF            | 1 065  | 2,12   |  |  |  |
|                | Alain Guillon           | CNIP           | 780    | 1,55   |  |  |  |
|                | Christine-Marie Rogelle | MPF            | 696    | 1,38   |  |  |  |
|                | Évelyne Dufay           | Divers         | 573    | 1,14   |  |  |  |
|                | Olivier Rodet           | LT-LNÉ         | 457    | 0,91   |  |  |  |
|                | Cyril Duvinage          | LO             | 430    | 0,85   |  |  |  |
|                | Serge Rivron            | Divers         | 195    | 0,39   |  |  |  |
|                | Marie Girardeau         | Divers         | 0      | 0      |  |  |  |
|                |                         |                |        |        |  |  |  |
| Inscrits       | Inscrits                | Inscrits       | 82 222 | 100,00 |  |  |  |
| Abstentions    | Abstentions             | Abstentions    | 30 934 | 37,62  |  |  |  |
| Votants        | Votants                 | Votants        | 51 288 | 62,38  |  |  |  |
| Blancs et nuls | Blancs et nuls          | Blancs et nuls | 977    | 1,9    |  |  |  |
| Exprimés       | Exprimés                | Exprimés       | 50 311 | 98,1   |  |  |  |

### Élections de 2012
| Candidat       | Candidat                       | Parti          | Premier tour | Premier tour | Second tour | Second tour |  |
| Candidat       | Candidat                       | Parti          | Voix         | %            | Voix        | %           |  |
| -------------- | ------------------------------ | -------------- | ------------ | ------------ | ----------- | ----------- |  |
|                | Patrice Verchère sortant réélu | UMP            | 28 566       | 48,02        | 34 221      | 63,48       |  |
|                | Sheila McCarron                | PS (EÉLV)      | 16 446       | 27,65        | 19 684      | 36,52       |  |
|                | Paul-Alexandre Martin          | RBM (FN)       | 8 159        | 13,72        |             |             |  |
|                | Laurent Moreno                 | FG (GU) (PCF)  | 2 364        | 3,97         |             |             |  |
|                | Charlotte Hoffmann             | CpF (MoDem)    | 1 684        | 2,83         |             |             |  |
|                | Séverine Musa                  | AÉI            | 986          | 1,66         |             |             |  |
|                | Renaud Brunet                  | DLR            | 606          | 1,02         |             |             |  |
|                | Pierre Bertin-Hugault          | MPF            | 402          | 0,68         |             |             |  |
|                | Cyril Duvinage                 | LO             | 270          | 0,45         |             |             |  |
|                |                                |                |              |              |             |             |  |
| Inscrits       | Inscrits                       | Inscrits       | 98 429       | 100,00       | 98 428      | 100,00      |  |
| Abstentions    | Abstentions                    | Abstentions    | 38 399       | 39,01        | 43 384      | 44,08       |  |
| Votants        | Votants                        | Votants        | 60 030       | 60,99        | 55 044      | 55,92       |  |
| Blancs et nuls | Blancs et nuls                 | Blancs et nuls | 547          | 0,91         | 1 139       | 2,07        |  |
| Exprimés       | Exprimés                       | Exprimés       | 59 483       | 99,09        | 53 905      | 97,93       |  |

### Élections de 2017
|                                                                       |                                                                                           |                           |                           |                          |                          |
|                                                                       |                                                                                           | Premier tour 11 juin 2017 | Premier tour 11 juin 2017 | Second tour 18 juin 2017 | Second tour 18 juin 2017 |
|                                                                       |                                                                                           |                           |                           |                          |                          |
|                                                                       |                                                                                           | Nombre                    | % des inscrits            | Nombre                   | % des inscrits           |
| Inscrits                                                              | Inscrits                                                                                  | 102 553                   | 100,00                    | 102 552                  | 100,00                   |
| Abstentions                                                           | Abstentions                                                                               | 50 453                    | 49,20                     | 55 428                   | 54,05                    |
| Votants                                                               | Votants                                                                                   | 52 100                    | 50,80                     | 47 124                   | 45,95                    |
|                                                                       |                                                                                           |                           | % des votants             |                          | % des votants            |
| Bulletins blancs                                                      | Bulletins blancs                                                                          | 571                       | 1,10                      | 2 156                    | 4,58                     |
| Bulletins nuls                                                        | Bulletins nuls                                                                            | 160                       | 0,31                      | 734                      | 1,56                     |
| Suffrages exprimés                                                    | Suffrages exprimés                                                                        | 51 369                    | 98,60                     | 44 234                   | 93,87                    |
|                                                                       |                                                                                           |                           |                           |                          |                          |
| Candidat Étiquette politique (partis et alliances)                    | Candidat Étiquette politique (partis et alliances)                                        | Voix                      | % des exprimés            | Voix                     | % des exprimés           |
|                                                                       |                                                                                           |                           |                           |                          |                          |
|                                                                       | Joëlle Terroir La République en marche                                                    | 19 021                    | 37,03                     | 20 514                   | 46,38                    |
|                                                                       | Patrice Verchère (député sortant) Les Républicains (Union des démocrates et indépendants) | 16 492                    | 32,10                     | 23 720                   | 53,62                    |
|                                                                       | Fabien de Marchi La France insoumise                                                      | 4 976                     | 9,69                      |                          |                          |
|                                                                       | Pierre Terrail Front national                                                             | 4 829                     | 9,40                      |                          |                          |
|                                                                       | Bénédicte Hominal Europe Écologie Les Verts                                               | 2 093                     | 4,07                      |                          |                          |
|                                                                       | Guy Cappeau Debout la France                                                              | 777                       | 1,51                      |                          |                          |
|                                                                       | Jean-Luc Passaro Écologiste (Confédération pour l'homme, l'animal et la planète)          | 682                       | 1,33                      |                          |                          |
|                                                                       | Pierre Tixier Divers droite (Parti chrétien-démocrate)                                    | 525                       | 1,02                      |                          |                          |
|                                                                       | Gisèle Bissay Parti communiste français                                                   | 522                       | 1,02                      |                          |                          |
|                                                                       | Serge Voyant Extrême droite (Jeanne)                                                      | 394                       | 0,77                      |                          |                          |
|                                                                       | Tristan Teyssier Lutte ouvrière                                                           | 355                       | 0,69                      |                          |                          |
|                                                                       | Bernard Houot Divers (Parti du vote blanc)                                                | 298                       | 0,58                      |                          |                          |
|                                                                       | Sarah Madi Divers (Union populaire républicaine)                                          | 255                       | 0,50                      |                          |                          |
|                                                                       | Michel Botton Divers                                                                      | 119                       | 0,23                      |                          |                          |
|                                                                       | Julien Lebreton Divers droite (Alliance royale)                                           | 31                        | 0,06                      |                          |                          |
| Source : Ministère de l'Intérieur - Huitième circonscription du Rhône |                                                                                           |                           |                           |                          |                          |

### Élections de 2022
| Résultats des élections législatives des 12 et 19 juin 2022 de la 8e circonscription du Rhône |                                     |                          |                          |              |              |             |             |
| Candidat                                                                                      | Candidat                            | Parti et coalition       | Nuance                   | Premier tour | Premier tour | Second tour | Second tour |
| Candidat                                                                                      | Candidat                            | Parti et coalition       | Nuance                   | Voix         | %            | Voix        | %           |
|                                                                                               | Dominique Despras                   | LREM (ENS)               | ENS                      | 15 714       | 28,85        | 21 158      | 49,19       |
|                                                                                               | Nathalie Serre                      | LR (UDC)                 | LR                       | 11 965       | 21,97        | 21 855      | 50,81       |
|                                                                                               | Cécile Bulin                        | PCF (NUPES)              | NUP                      | 10 483       | 19,25        |             |             |
|                                                                                               | Antoine Dubois                      | RN                       | RN                       | 8 713        | 16,00        |             |             |
|                                                                                               | Marie de Penfentenyo de Kervéréguin | REC                      | REC                      | 3 031        | 5,56         |             |             |
|                                                                                               | Pascale Braud                       | GRS FGR                  | DVG                      | 1 141        | 2,09         |             |             |
|                                                                                               | Joël Gaude                          | MEI (TUPV)               | ECO                      | 988          | 1,81         |             |             |
|                                                                                               | Valérie Lawo                        | EAC                      | ECO                      | 892          | 1,64         |             |             |
|                                                                                               | Mathieu Nové-Josserand              | LP (UPF)                 | DSV                      | 752          | 1,38         |             |             |
|                                                                                               | Noëlle Pellerins                    | PA                       | ECO                      | 466          | 0,86         |             |             |
|                                                                                               | Tristan Teyssier                    | LO                       | DXG                      | 322          | 0,59         |             |             |
| Votes valides                                                                                 | Votes valides                       | Votes valides            | Votes valides            | 54 467       | 98,60        | 43 013      | 40,93       |
| Votes blancs                                                                                  | Votes blancs                        | Votes blancs             | Votes blancs             | 572          | 1,04         | 3 715       | 7,78        |
| Votes nuls                                                                                    | Votes nuls                          | Votes nuls               | Votes nuls               | 201          | 0,36         | 1 023       | 2,14        |
| Total                                                                                         | Total                               | Total                    | Total                    | 55 240       | 100          | 47 751      | 100         |
| Abstention                                                                                    | Abstention                          | Abstention               | Abstention               | 49 843       | 47,43        | 57 339      | 54,56       |
| Inscrits / participation                                                                      | Inscrits / participation            | Inscrits / participation | Inscrits / participation | 105 083      | 52,57        | 105 090     | 45,44       |

### Élections de 2024
| Candidat       | Candidat                | Parti    | Premier tour | Premier tour | Second tour | Second tour |  |
| Candidat       | Candidat                | Parti    | Voix         | %            | Voix        | %           |  |
| -------------- | ----------------------- | -------- | ------------ | ------------ | ----------- | ----------- |  |
|                | Jonathan Géry           | RN       | 25 808       | 33,46 %      |             |             |  |
|                | Anne Reymbaut           | PS (NFP) | 17 548       | 22,75 %      |             |             |  |
|                | Dominique Despras       | RE (ENS) | 16 338       | 21,18 %      |             |             |  |
|                | Nathalie Serre sortante | LR       | 15 941       | 20,66 %      |             |             |  |
|                | Xavier Fourboul         | REC      | 876          | 1,14 %       |             |             |  |
|                | Tristan Teyssier        | LO       | 630          | 0,82 %       |             |             |  |
|                |                         |          |              |              |             |             |  |
| Inscrits       | Inscrits                | Inscrits |              | 100,00       |             | 100,00      |  |
| Abstentions    |                         |          |              |              |             |             |  |
| Votants        |                         |          |              |              |             |             |  |
| Blancs et nuls |                         |          |              |              |             |             |  |
| Exprimés       |                         |          |              |              |             |             |  |